# Solaris Alpino 8,9 LE
Solaris Alpino 8,9 LE, známý také pod názvem Solaris Urbino 8,9 LE, je částečně nízkopodlažní midibus z autobusové řady Solaris Urbino, vyráběný mezi lety 2008 a 2021 společností Solaris Bus & Coach z Bolechowa u Poznaně v Polsku. Jeho konstrukce je odvozená od zcela nízkopodlažního modelu Solaris Alpino 8,6. Jedná se o model určený pro málo vytížené linky a linky vedoucí skrz stísněné prostory. Na jeho základě vznikl v roce 2011 elektrobus Solaris Urbino 8,9 LE electric.
Autobusy Urbino 8,9 LE zakoupil v roce 2012 v počtu pěti vozů pražský dopravce About Me a v letech 2012 až 2015 pořídil 40 autobusů tohoto typu Dopravní podnik hl. m. Prahy.

## Galerie

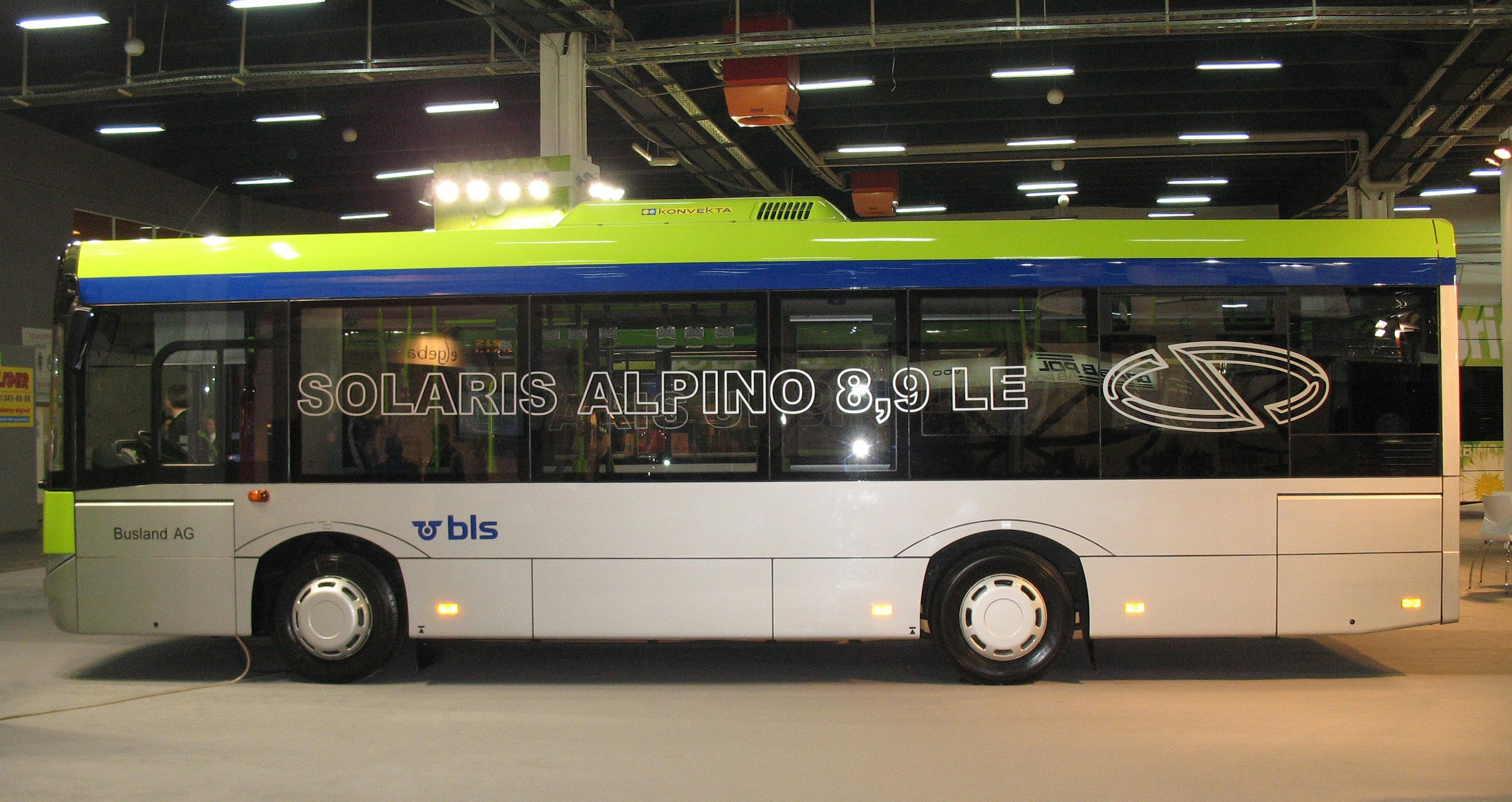
Solaris Alpino 8,9 LE
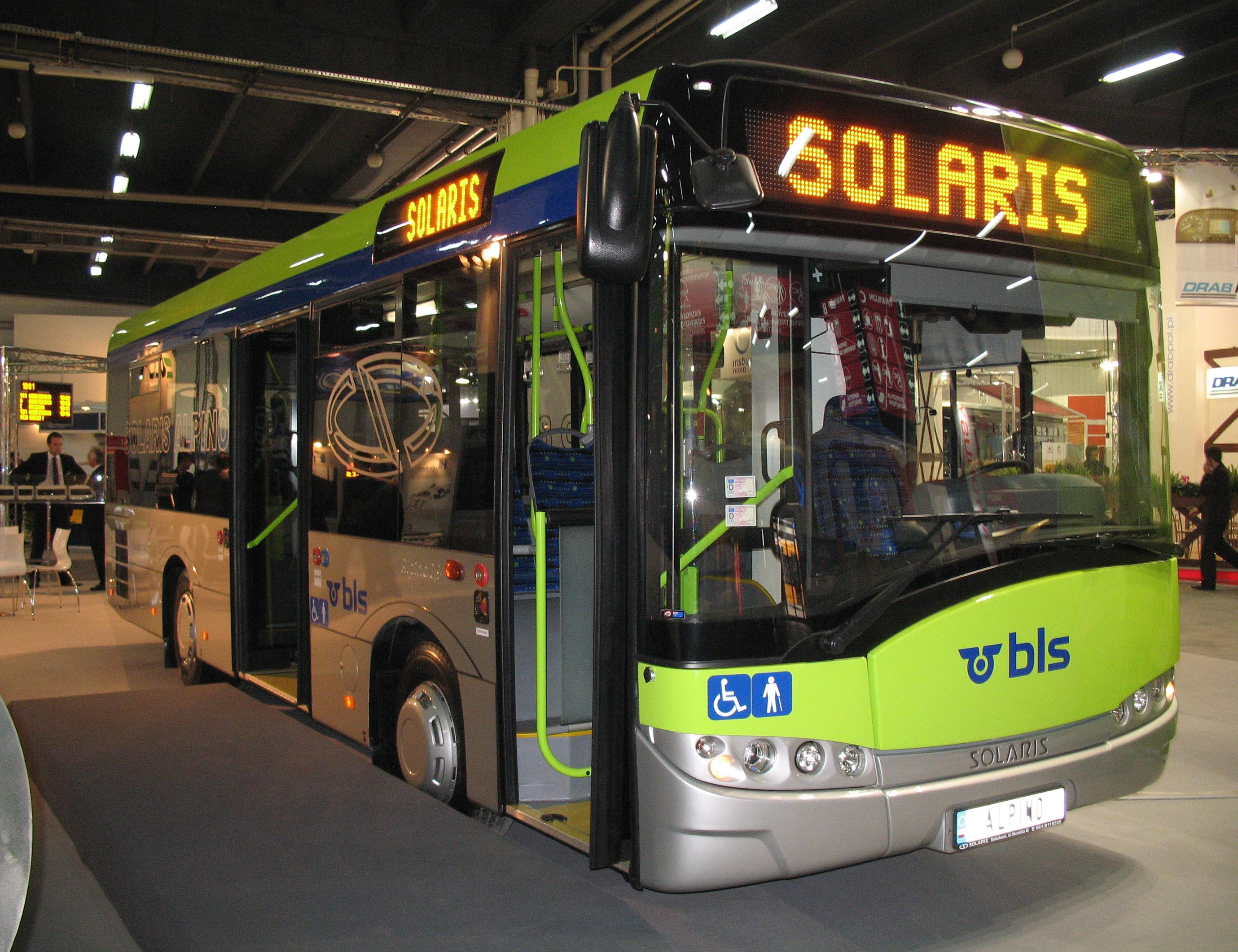
Solaris Alpino 8,9 LE
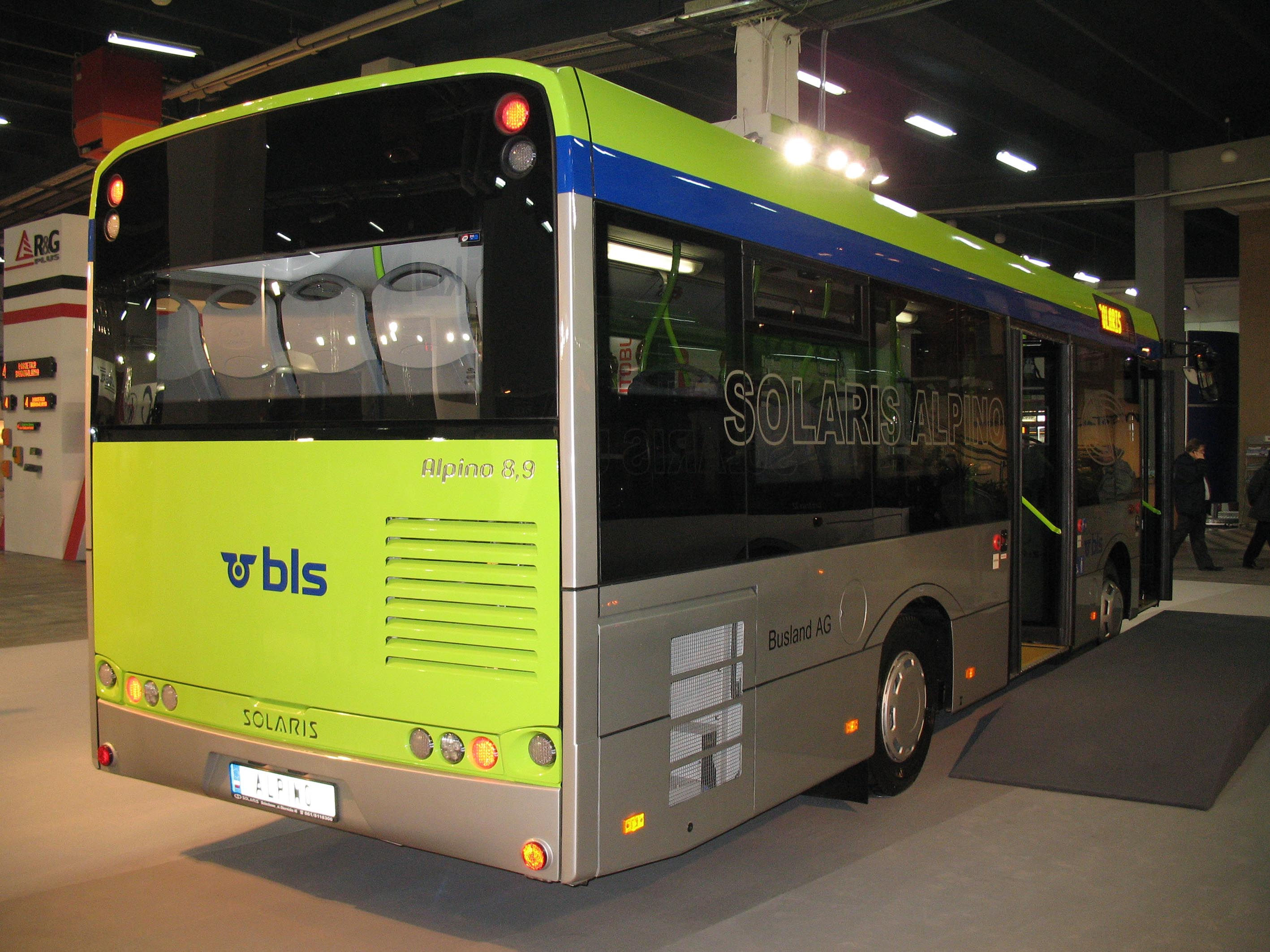
Solaris Alpino 8,9 LE
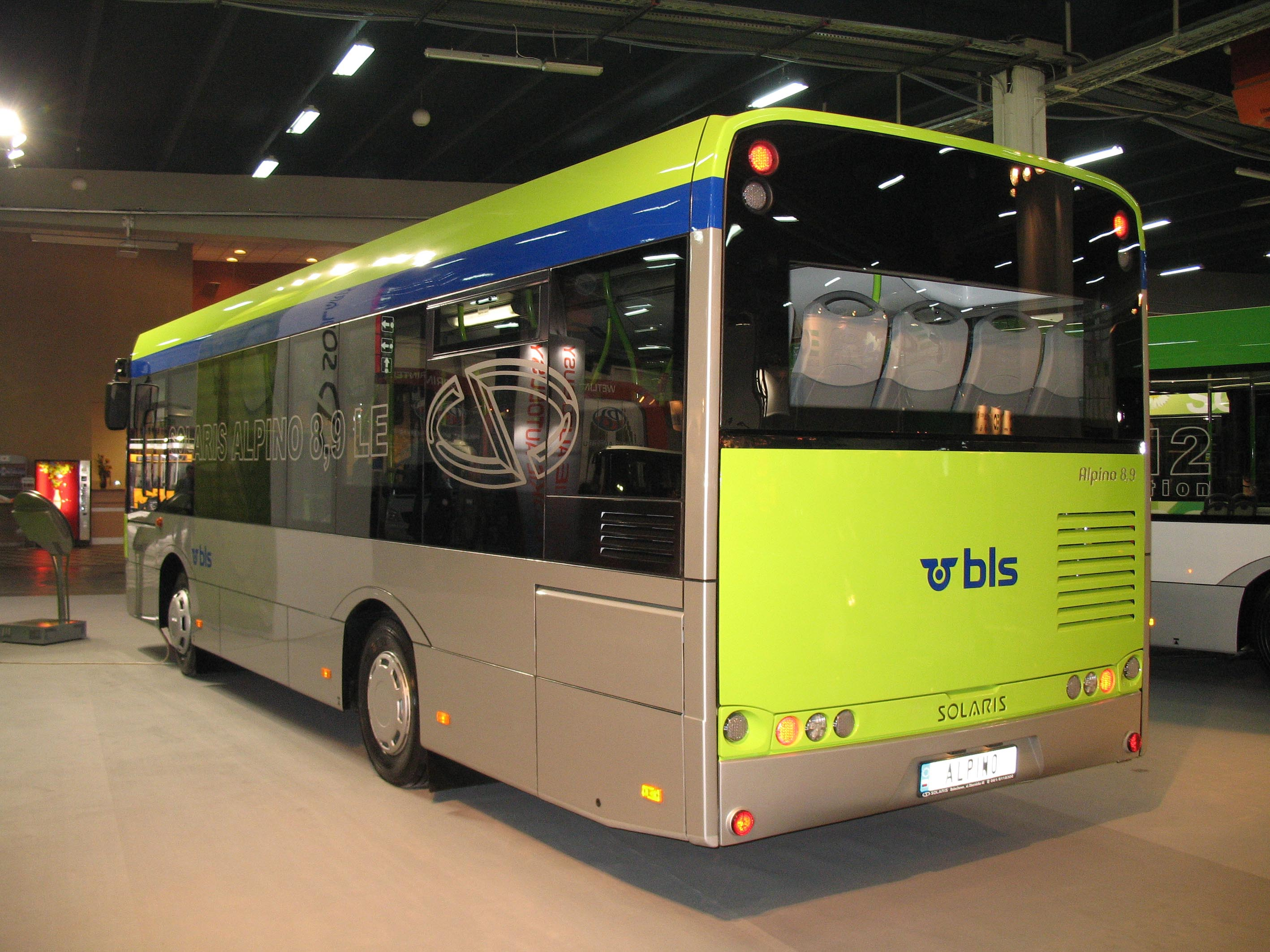
Solaris Alpino 8,9 LE